# Un flic
Un flic (Brasil: Expresso para Bordeaux / Portugal: Cai a Noite sobre a Cidade) é um filme franco/italiano de 1972, dos gêneros drama e policial, dirigido e roteirizado por Jean-Pierre Melville.

## Sinopse
Dois homens, um policial e o outro ladrão internacional, são amigos pessoais e rivais pelo amor de uma bela mulher.

## Elenco
- Alain Delon ....... Comissário Edouard Coleman
- Richard Crenna ....... Simon
- Catherine Deneuve ....... Cathy
- Riccardo Cucciolla ....... Paul Weber
- Michael Conrad ....... Louis Costa
- Paul Crauchet ....... Morand
- Simone Valère ....... Esposa de Paul
- André Pousse ....... Marc Albouis
- Jean Desailly
- Valérie Wilson ....... Gaby